# Gagnoa Bété jezik
Gagnoa Bété jezik (ISO 639-3: btg; istočni bété, gagnoua-bété, shyen), atlantsko-kongoanski jezik uže skupine kru, kojim govori oko 150 000 ljudi (1989 SIL) u podprefekturi Gagnoa u Obali Slonovače. 
Istočni bete ima više dijalekata: nekedi, zadie, niabre, kpakolo, zebie, guebie i gbadi (gbadie, badie). Istočnu bété podskupinu čini s minornijim jezikom kouya [kyf].

## Vanjske poveznice
- Ethnologue (14th)
- Ethnologue (15th)